# Centro Sur
Centro Sur (dt. Zentral-Süd) ist eine Provinz Äquatorialguineas auf dem Festlandsteil Mbini. Die Hauptstadt ist Evinayong.
Die Provinz ist in drei Distrikte unterteilt: Acurenam, Evinayong und Niefang.
Das Gebiet der Provinz ist identisch mit dem Gebiet des seit 2017 bestehenden katholischen Bistums Evinayong.

## Geographie
Die Provinz liegt in der Mitte Mbinis und grenzt im Norden an Kamerun, im Süden an Gabun, im Westen an die Provinz Litoral, im Nordosten an die Provinz Kié-Ntem und im Südosten an die Provinzen Djibloho und Wele-Nzas.

## Nachweise
1. ↑  Instituto Nacional de estadística de Guinea Ecuatorial: Anuario estadístico de Guinea Ecuatorial 2018 (Memento des Originals vom 7. Dezember 2020 im Internet Archive)  Info: Der Archivlink wurde automatisch eingesetzt und noch nicht geprüft. Bitte prüfe Original- und Archivlink gemäß Anleitung und entferne dann diesen Hinweis., abgerufen am 28. November 2020